# 八木政行
八木 政行（やぎ まさゆき、1968年 - ）は、日本の化学者。新潟大学教授。専門は無機化学、高分子化学。

## 来歴・人物
1991年3月、茨城大学理学部卒業。1996年3月、埼玉大学大学院理工学研究科博士後期課程修了。博士（工学）（埼玉大学）。同年4月、新潟大学教育学部助手を経て、1997年4月より新潟大学教育学部准教授。2009年4月からは新潟大学工学部教授を務める。

## 著書・論文

### 著書
- 『光化学エネルギー変換―基礎と応用』（共著）、八木政行・金子正夫、アイピーシー、1997年

### 論文
- 「人工光合成のための可視光駆動型水の光酸化アノードの開発」（Chandra Debraj , 八木政行 , 化學工業 65(3), 200-205, 2014）
- 「水分解のための高性能電極触媒の開発」（相蘇薫・阿部尚人・八木政行, ケミカルエンジニヤリング 58(10), 739-745, 2013）
- 「人工光合成の構築に向けた水の酸化触媒の開発」（生物物理 53(SUPPLEMENT1-2), S83, 2013）
- 「金属錯体による水の酸化触媒系の構築」（平原将也・八木政行, 化學工業 63(9), 664-667, 2012）
- 「光化学系Ⅱ酸素発生錯体モデルとしてのジμ-オキソニ核マンガン錯体の電子構造と不均一系触媒活性」（生物物理 51(SUPPLEMENT1), S10-S11, 2011）
- 「二核マンガンμ-オキソ錯体を用いた人工酸素発生中心モデル」（日本物理学会講演概要集 66(1-2), 378, 2011）
- 「水の酸化分子触媒の新展開」（Bulletin of Japan Society of Coordination Chemistry 57, 67-74, 2011）
- 「電気化学的手法を用いた新機能分子複合膜の合成と電子移動解析」（曽根浩司・八木政行, 電気化学および工業物理化学 75(11), 890-895, 2007）
- 「人工光合成システムのための酸素発生錯体」（高分子 52(5), 333, 2003）
- Novel preparation and photoerectrochemical properties of a tungsten oxide / tris(2,2'-bipyridine)ruthenium (Ⅱ) complex composite film(M. Yagi, S. Umemiya, J. Phys. Chem. B, 106, 6355-6357, 2002)
- Moleculer catalysts for water oxidation(M. Yagi, M. Kaneko, Chem. Rev., 101, 21-35, 2001)
- Analysis of catalytic water oxidation by cis-tetraamminedichlororuthenium (Ⅲ) complex incorporated in a polymer membrane(M. Yagi, N. Sukegawa, M. Kaneko, J. Phys. Chem. B, 104, 4111-4114, 2000)
- Enhancing effects of amino acid residue model compounds on catalytic activity on an artificial oxygen evolving center(K. Kinoshita, M. Yagi, M. Kaneko, Macromolecules, 31, 6042-6045, 1998)
- Cooperative catalysis and critical decomposition distances between molecular water oxidation catalysts incorporated in a polymer membrane(M. Yagi, K. Nagoshi, M. Kaneko, J. Phys. Chem. B, 101, 5143-5146, 1997)